# Heringia adpropinquans
Heringia adpropinquans är en tvåvingeart som först beskrevs av Becker 1908.  Heringia adpropinquans ingår i släktet gallblomflugor, och familjen blomflugor.
Artens utbredningsområde är Kanarieöarna. Inga underarter finns listade i Catalogue of Life.